# Marry Me (пісня Крісти Сігфрідс)
«Marry Me» (укр. «Одружись зі мною») — пісня фінської співачки Крісти Сігфрідс, з якою вона представляла Фінляндію на пісенному конкурсі Євробачення 2013 в Мальме. Пісня була виконана 18 травня у фіналі, де, з результатом у 13 балів, посіла двадцять четверте місце.